# Дупевица
Дупевица е най-високият връх на Люлин планина, висок 1256 метра. Върхът е разположен в източния дял на планината. В съседство с него се намира изключително интересната местност Добринова скала, от която се открива чудесна панорамна гледка.
До връх Дупевица и до Добринова скала може да се стигне за около час и половина, като се тръгне от вилна зона Бонсови поляни. От там започва асфалтов път, който води до старо военно поделение, намиращо се в планината. До 1997 г. то е действащо и достъпът до връх Дупевица, който се намира в рамките на обекта, е ограничен. Днес поделението не функционира и вървейки по асфалтовия път, туристът може лесно да стигне почти до самия връх. Това е и най-удобният начин да се отиде и до Добринова скала, която се намира на около 800 – 1000 m западно от връх Дупевица.

## Градски транспорт
До пътеката за върха може да се стигне с градски транспорт, като се слиза на спирка „в.з. Люлин“ и се ходи пеша около час. Пътеката минава през действащата хижа „Бонсови поляни“ (на 15 минути от спирката). 
Различни автобуси пътуват делник и празник. През почивните дни се движи линия 103, която тръгва от автогара „Овча купел“ - от 2023 година линията прави по шест курса до вилната зона и обратно. 
През делничните дни пътува новата линия 803, която тръгва от метростанция „Горна Баня“ - единадесет от курсовете на линията стигат до спирка „в.з. Люлин“ и обратно, останалите се движат до местност „Кантона“, която се намира на час пеша до пътеката. 
От спирка „в.з. Люлин“ тръгва и втора пътека - до Горнобанския манастир, като разстоянието до храма се взема за около 10 минути.